# Saison 1984 de la Ligue canadienne de football
Chronologie
Saison précédente Saison suivante
1984 est la 27e saison de la Ligue canadienne de football et la 101e saison depuis la fondation de la Canadian Rugby Football Union en 1884.

## Événements
La ligue élimine les exemptions territoriales, ce qui permet aux équipes de repêcher des joueurs de n'importe quelle région du Canada, et ce à partir de 1985. Le repêchage de la LCF (en) concerne uniquement les joueurs ayant le statut de « national » (joueur canadien).
Pour la première fois, la saison régulière commence en juin, soit le 29 juin.

## Classements
| Clt   | Équipe                 | PJ | V | D  | N | BP  | BC  | Pts |
| ----- | ---------------------- | -- | - | -- | - | --- | --- | --- |
| +001, | Argonauts de Toronto   | 16 | 9 | 6  | 1 | 461 | 361 | 19  |
| +002, | Tiger-Cats de Hamilton | 16 | 6 | 9  | 1 | 353 | 439 | 13  |
| +003, | Concordes de Montréal  | 16 | 6 | 9  | 1 | 386 | 404 | 13  |
| +004, | Rough Riders d'Ottawa  | 16 | 4 | 12 | 0 | 354 | 507 | 8   |

| Clt   | Équipe                           | PJ | V  | D  | N | BP  | BC  | Pts |
| ----- | -------------------------------- | -- | -- | -- | - | --- | --- | --- |
| +001, | Lions de la Colombie-Britannique | 16 | 12 | 3  | 1 | 445 | 281 | 25  |
| +002, | Blue Bombers de Winnipeg         | 16 | 11 | 4  | 1 | 523 | 309 | 23  |
| +003, | Eskimos d'Edmonton               | 16 | 9  | 7  | 0 | 464 | 443 | 18  |
| +004, | Roughriders de la Saskatchewan   | 16 | 6  | 9  | 1 | 348 | 479 | 13  |
| +005, | Stampeders de Calgary            | 16 | 6  | 10 | 0 | 314 | 425 | 12  |

## Séries éliminatoires

### Demi-finale de la division Ouest
- 4 novembre : Eskimos d'Edmonton 20 - Blue Bombers de Winnipeg 55

### Finale de la division Ouest
- 11 novembre : Blue Bombers de Winnipeg 31 - Lions de la Colombie-Britannique 14

### Demi-finale de la division Est
- 4 novembre : Concordes de Montréal 11 - Tiger-Cats de Hamilton 17

### Finale de la division Est
- 11 novembre : Tiger-Cats de Hamilton 14 - Argonauts de Toronto 13 (prol.)

### 72ecoupe Grey
- 18 novembre : Les Blue Bombers de Winnipeg gagnent 47-17 contre les Tiger-Cats de Hamilton au stade du Commonwealth à Edmonton (Alberta).

## Honneurs individuels
- Trophée Schenley du meilleur joueur : Willard Reaves (en) (DO), Blue Bombers de Winnipeg
- Trophée Schenley du meilleur joueur défensif : James Parker (en) (AD), Lions de la Colombie-Britannique
- Trophée Schenley du meilleur joueur de ligne offensive :  John Bonk (en) (C), Blue Bombers de Winnipeg
- Trophée Schenley du meilleur Canadien : Nick Arakgi (DI), Concordes de Montréal
- Trophée Schenley de la meilleure recrue : Dwaine Wilson (en) (DO), Concordes de Montréal